# Cordes-Aux-Voix
Les Cordes-Aux-Voix est un concours de la chanson créé en 2004. Il s'agit du concours le plus apprécié de la région Rhône-Alpes.
Il se déroule généralement sur 3 jours au mois de mai et a lieu au Touvet, commune du Grésivaudan, Rhône-Alpes, France, située près de Grenoble.

## Le Concours

### Jury
Le jury des Cordes-Aux-Voix est composé de professionnels de la musique. 
Plusieurs grands noms du domaine ont présidé et jugé les candidats:
- Tryo (2006,2007,2008,2010)
- La Rue Kétanou (2010)
- Thierry Amiel (2005)
- Areski Belkacem (2004)

### Valeurs
À la différence d'autres concours de la chanson, le concours des Cordes-Aux-Voix traite les candidats avec une attention particulière. 
Les valeurs prônées par Les Cordes-Aux-Voix sont:
- plaisir: chanter ou jouer sur scène sont de véritables instants de plaisir partagés entre le public et le candidat
- humilité: toute personne se doit d'être humble, modeste et de respecter les autres
- performance: les Cordes-Aux-Voix donnera aux meilleurs candidats des moyens à la hauteur de leur potentiel
- considération: les candidats peuvent demander des précisions ou conseils aux membres du jury, de manière très personnelle. Ainsi certains candidats ont reçu des conseils de Tryo!

### Catégories
Les candidats sont regroupés en 3 principales catégories:
- Interprètes (généralement recoupés en 3 tranches d'âge)
- Auteur-Compositeurs-Interprètes
- Duos

### Notation
Un système de notation professionnel a été mis en place. La totalité du jury évalue chacun des passages de chaque candidat selon plusieurs critères adaptés à chaque catégorie.
Les coefficients et critères de notation sont strictement confidentiels.

## Différentes Éditions

### 2012
Cette année, deux concours auront lieu : 
- Cordes-Aux-Voix 2012 (Rhône-Alpes, France)
- Cordes-Aux-Voix Maroc 2012 (Marrakech, Maroc)

### 2011
- Cordes-Aux-Voix 2011
- Cord'O-Jazz 2011

### 2010

#### Catégories
- Interprètes moins de 15 ans
- Interprètes 15-40 ans
- Interprètes plus de 40 ans
- Auteur Compositeur Interprètes
- Duos

#### Sentiments des participants et du public
Les commentaires sont élogieux pour cette 6e édition du Concours.

### 2008

#### Souvenirs
Photos choisies - Cordes-Aux-Voix 2008